# Giermak
Giermak (także ciermak, germak, giermach, giermacze, giermag, giermanka, jermak, kiermak, z języka tur. – germek) – męski strój wierzchni noszony od końca XV do XVII wieku. Według niektórych etnografów giermakiem nazywano długą suknię pochodzącą z Rusi, według innych ubiór ten zapożyczono z Węgier. Był to długi, zapinany na pętlice i guzy kaftan, najczęściej w kolorze czarnym, z futrzanym kołnierzem oraz nakładanymi rękawami, które czasami zwężano przy mankietach. Zazwyczaj szyto go z sukna bądź lżejszych tkanin wełnianych, rzadziej jedwabnych. Często podbijany futrem. Od połowy XVI wieku rozpowszechnił się także wśród mieszczan i chłopstwa. Według Gołębiowskiego w XIX wieku giermaki noszone były jeszcze przez przedstawicieli niższych warstw społecznych na Rusi.